# Thảm sát Đức Dục
Thảm sát Đức Dục là một cuộc thảm sát dân thường Việt Nam Cộng hòa gây ra bởi Quân đội Nhân dân Việt Nam (QĐNDVN) và Quân Giải phóng miền Nam Việt Nam (QGP) trong chiến tranh Việt Nam, tại huyện Đức Dục, (nay là xã Duy Phú, huyện Duy Xuyên) Quảng Nam, Việt Nam Cộng hòa vào ngày 29 tháng 3 năm 1971.

## Tấn công và thảm sát
Vào lúc 02:10 (GMT+7) ngày 29 tháng 3, ước tính hai tiểu đoàn của trung đoàn 38 Quân đội Nhân dân Việt Nam, phần lớn bao gồm những người lính Bắc Việt được trang bị tốt, tăng viện bởi hai tiểu đoàn đặc công quân Giải phóng, tràn vào Đức Dục. Dưới sự yểm trợ của loạt súng cối và hàng rào hỏa lực tên lửa, QĐNDVN tấn công trực tiếp vào khu vực trụ sở huyện, trong khi các đặc công bắt đầu phá hủy một cách có hệ thống các thôn xóm dân sự gần đó bằng cách đốt cháy chúng và sử dụng những bình thuốc nổ. Các binh sĩ bảo vệ Đức Dục bao gồm Đại đội địa phương quân 412 và Trung đội nghĩa quân 123, cùng với số ít các cố vấn Lục quân Hoa Kỳ, rút lui về khu vực trụ sở huyện và lập một tuyến phòng thủ. Không lâu sau, QĐNDVN đã hoàn toàn bao vây quân phòng thủ và bộ binh của họ đã tiến tới vòng ngoài hàng rào phòng thủ. Trần mây, hạ xuống tới 600 foot (180 m) hoặc 800 foot (240 m), đã ngăn chặn yểm trợ từ trên không và viện trợ của máy bay cánh cố định cho quân phòng thủ.:231
Các máy bay pháo kích của thủy quân lục chiến Hoa Kỳ đến từ các phi đoàn HML-167 và HML-367 tại Sân bay Nước Mặn được điều tới Đức Dục và phát hiện ra nó qua các đám mây nhờ ngọn lửa trong ngôi làng. Khi các trực thăng tới gần, họ liên lạc với các cố vấn Quân đội qua radio. Các cố vấn nói qua radio rằng khu phức hợp của huyện đang có nguy cơ cao thất thủ và cho phép Thủy quân lục chiến bắn vào bất cứ mục tiêu nào nằm trong chu vi của họ. Các cố vấn cũng cho biết rằng họ sẽ không thể chỉ đạo các cuộc không khích từ mặt đất do hỏa lực của đối phương đã buộc họ phải ẩn náu. Các trực thăng đã giao chiến với QĐNDVN/QGP và gặp phải hỏa lực từ các vũ khí tự động hạng nặng. Những chiếc trực thăng vẫn tiếp tục giao chiến trong bốn giờ đồng hồ, cho tới khi QĐNDVN/QGP ngừng cuộc tấn công và rút lui theo hướng tây bắc về phía sông Thu Bồn, nơi họ bắt đầu lội và chèo thuyền qua sông. Tuy nhiên, QĐNDVN/QGP vẫn tiếp tục bị các máy bay truy kích và kết quả có bốn binh sĩ được xác nhận đã tử trận, thêm 10 binh sĩ bị nghi ngờ đã tử trận và sáu chiếc thuyền bị phá hủy. Cuộc chiến tại Đức Dục tiếp diễn trong vài ngày tiếp theo. Các đơn vị của Trung đoàn 51 Quân lực Việt Nam Cộng hòa được gửi tới để tăng viên cho lực lượng đồn trú địa phương quân và nghĩa quân, đã liên tục chạm trán Quân đội Nhân dân Việt Nam.:232

## Hậu quả
Trong cuộc tấn công mở màn và hai ngày giao chiến sau đó, ít nhất 59 binh sĩ QĐNDVN/QGP đã tử trận, 3 binh sĩ bị bắt sống cùng 22 vũ khí cá nhân và sáu vũ khí tổ hợp bị thu giữ trong khi đó các lực lượng địa phương quân và nghĩa quân phòng thủ khu vực cũng chịu tổn thất với 20 binh sĩ tử trận và 26 binh sĩ bị thương. 103 thường dân Việt Nam Cộng hòa đã chết cháy trong xóm; 96 người khác bị thương và 37 người bị bắt cóc. Ít nhất 1.500 ngôi nhà đã bị phá hủy. Bất chấp các cuộc phản công của Quân đội Nhân dân Việt Nam, Trung đoàn 38 Quân lực Việt Nam Cộng hòa vẫn giữ được khu vực Đức Dục, thay vì rút lui về các ngọn núi. Vào ngày 3 tháng 4, Quân đội Nhân dân Việt Nam đã tiếp tục tấn công khu vực trụ sở huyện Đức Dục và các xóm lan cận với 100 phát súng cối, nhiều phát đạn RPG và các vũ khí hỏa lực nhỏ, nhưng không tiếp tục với một cuộc tấn công trên bộ.:232